# František Antonín Novák
František Antonín Novák (* 20. Oktober 1892 in Chotěbuz, Bezirk Teschen, Österreichisch-Schlesien; † 17. Dezember 1964 in Prag) war ein tschechoslowakischer Botaniker.

## Leben
Novák zog früh von Chotěbuz nach Pilsen und besuchte später das Gymnasium in Roudnice nad Labem.
Er studierte Naturwissenschaften und Chemie.
1918 wurde er Assistent am Pharmazeutisch-Botanischen Institut der Karls-Universität in Prag.
1919 reiste Novák in die Slowakei und studierte dort das Vorkommen der Nelkengewächse.
Er habilitierte sich 1921 über Systematische Botanik an der Wirtschaftsuniversität Prag, Fachbereich Nutzpflanzen.
Seit 1923 erkundete Novák die Floristik der Balkanhalbinsel.
Seit 1934 war Novák ordentlicher Professor für Systematische Botanik an der Karls-Universität in Prag.
Im Jahr 1945 wurde er Dekan der Naturwissenschaftlichen Fakultät der Karls-Universität und Leiter eines Botanischen Instituts.
Novák schrieb Artikel für den botanischen Teil der Monatszeitschrift Unsere Natur.
Er gab den botanischen Teil der Sammlung Ein Weilchen in der Natur (1941–1948) heraus und war ab 1948 Herausgeber der Monatszeitschrift Tschechoslowakische Botanische Blätter.
Außerdem führte er botanische Exkursionen in die Umgebung Prags durch.
Aus seiner Beschäftigung mit der Botanik ging sein Buch Das große Bilderlexikon der Pflanzen hervor, welches in zahlreiche Sprachen übersetzt wurde und viele Neuauflagen erlebte.
Im International Plant Names Index (IPNI) hat Novák die Standardform „Novák“ und wird als Autor von 26 Pflanzennamen gelistet: Autoreintrag für František Antonín Novák beim IPNI .
Nach Novák wurden mehrere Taxa benannt: Centaurea novakii (Dostál), Dianthus novakii (Soják), Hesperis novakii (Dvorak), Iris aphylla L. subsp. novakii (Soo), Stipa novakii (Martinovský), Tillandsia novakii, Platypalpus novakii und andere.

## Werke (Auswahl)
- Monografická studie o Dianthus gratianopolitanus Vill (Monografie über die Pfingstnelke), Prag, 1926.
- Monografická studie evropských druhů rodu Dianthus ze skupiny Dianthi fimbriati (sectio Plumaria), Prag 1927.
- Systematická botanika (Systematische Botanik), 2. svazky, in: Rostlinopis, Prag 1930, 1943.
- Rostliny, svazek I (Pflanzen, Band I), Prag 1935, Illustrationen Karel Svolinský.
- Rostliny, svazek II, Horské rostliny (Pflanzen, Band II, Gebirgspflanzen), Prag 1937.
- Květena a vegetace hadcových půd (Flora und Vegetation der Serpentinit-Böden), Brünn, Union für Natur- und Heimatschutz in der Mährisch-Schlesischen Region, 1937.
- Rostliny, svazek III (Pflanzen, Band III), Prag 1940.
- Horské rostliny (Gebirgspflanzen), Prag 1942, Illustrationen Karel Svolinský, dieses Buch erschien 1963 auch auf Polnisch.
- Farmaceutická botanika: Systematika a morfologie léčivých rostlin (Pharmazeutische Botanik: Systematik und Morphologie von Heilpflanzen), Prag 1950.
- Vyšší rostliny: tracheophyta (Höhere Pflanzen: Tracheophyta), Prag 1961.
- Jaromír Klika, Karl Šiman, František Antonín Novák, Bohumil Kafka: Jehličnaté (Nadelhölzer), Prag, Nakladatelství Československé akademie věd, 1953.[1]
- Das große Bilderlexikon der Pflanzen, Bertelsmann Verlag, Juli 1989, ISBN 3-570-01018-X.